# Serapias intermedia
Serapias intermedia là một loài thực vật có hoa trong họ Lan. Loài này được Forest. ex F.W.Schultz miêu tả khoa học đầu tiên năm 1851.